# Бејзил Милс (Небраска)
Бејзил Милс (енгл. Bazile Mills) град је у америчкој савезној држави Небраска.

## Демографија
По попису из 2010. године број становника је 29, што је 3 (11,5%) становника више него 2000. године.
| Група             | 2000.       | 2010.      |
| Белци             | 26 (100,0%) | 26 (89,7%) |
| Афроамериканци    | 0 (0,0%)    | 0 (0,0%)   |
| Азијати           | 0 (0,0%)    | 2 (6,9%)   |
| Хиспаноамериканци | 0 (0,0%)    | 0 (0,0%)   |
| Укупно            | 26          | 29         |